# 山口県道150号銭壺山公園線
山口県道150号銭壺山公園線（やまぐちけんどう150ごう ぜにつぼやまこうえんせん）は、山口県岩国市を通る一般県道である。

## 概要
岩国市由宇町神東から岩国市由宇町南沖4丁目に至る。

### 路線データ
- 起点：岩国市由宇町神東
- 終点：岩国市由宇町南沖4丁目（国道188号交点）

## 歴史
- 1994年（平成6年）3月29日 - 山口県告示第257号により認定される。
- 2006年（平成18年）3月20日 - 和木町を除く玖珂郡の町村と岩国市が対等合併して改めて岩国市が発足したことに伴い起終点の地名表記が変更される。

## 地理

### 通過する自治体
- 山口県
  - 岩国市

### 交差する道路
| 交差する道路 | 交差する場所    | 交差する場所 |
| ------------ | --------------- | ------------ |
| 国道188号    | 由宇町南沖4丁目 | 終点         |

### 沿線
- 銭壺山
- JR西日本山陽本線 由宇駅（終点付近）